# 路易斯·萨尔瓦多
路易斯·米格尔·萨尔瓦多（西班牙語：Luis Miguel Salvador，1968年2月26日—），墨西哥男子足球运动员，司职前锋。他曾代表墨西哥国家队参加1994年国际足联世界杯，结果队伍止步十六强赛。